# Refuge faunique national de Koyukuk
Pour les articles homonymes, voir Koyukuk.
Le Refuge faunique national de Koyukuk (en anglais : Koyukuk National Wildlife Refuge) est une réserve faunique située en Alaska aux États-Unis. Son statut a été établi en 1980 par l'Alaska National Interest Lands Conservation Act.
D'une surface de 14 366,98 km2, le refuge est situé entre le bassin inférieur de la rivière Kuyukuk dans une plaine qui s'étend du Yukon à la chaîne Purcell et aux pieds de la chaîne Brooks.

## Biodiversité
Dans sa partie humide on trouve des sauvagines, divers poissons, castors et élans. Dans la partie boisée, vivent ours, loups, lynx et martres. Le refuge héberge un des plus importants groupes d'élans d'Alaska, jusqu'à 10 sujets par mètre carré. Les rennes rejoignent le parc en hiver, afin de se nourrir des lichens qui poussent sous la neige, tandis que les ours noirs et les grizzlis y vivent tout au long de l'année.
La partie nord du Refuge faunique national Innoko est gérée par le refuge faunique noational Koyukuk, elle héberge, dans ses zones humides, de nombreux oiseaux et poissons qui viennent s'y reproduire. On y trouve des saumons, d'ombles arctiques et stenodus, dont la taille, en ce qui concerne ceux qui vivent dans les lacs, peut devenir importante.

## Vues

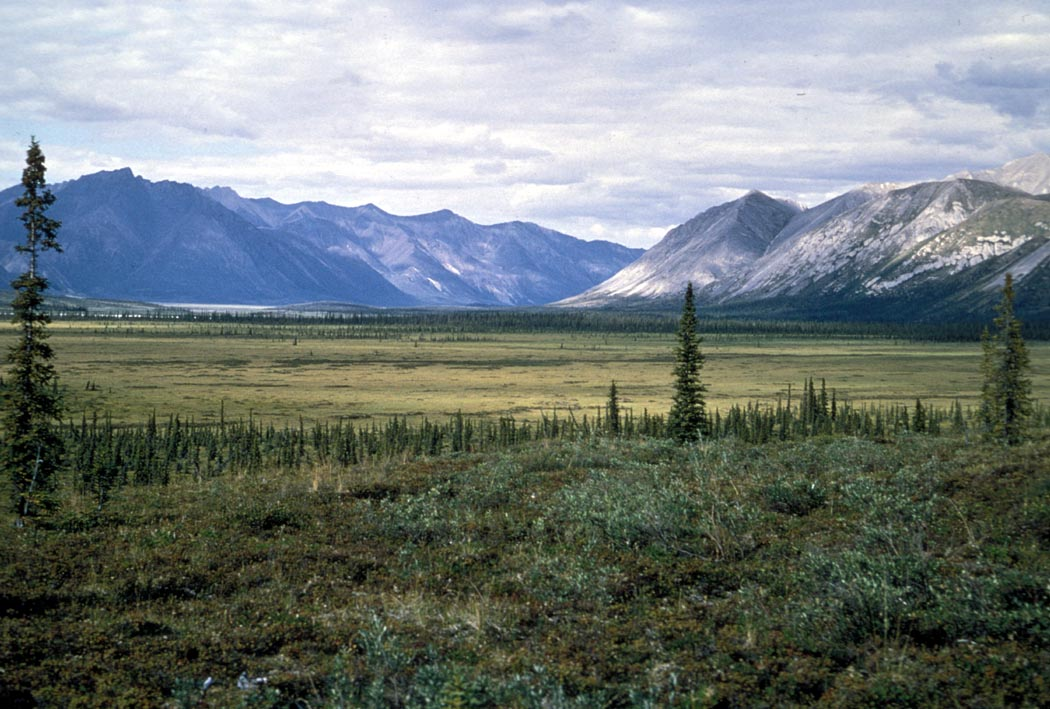
Zane Hills
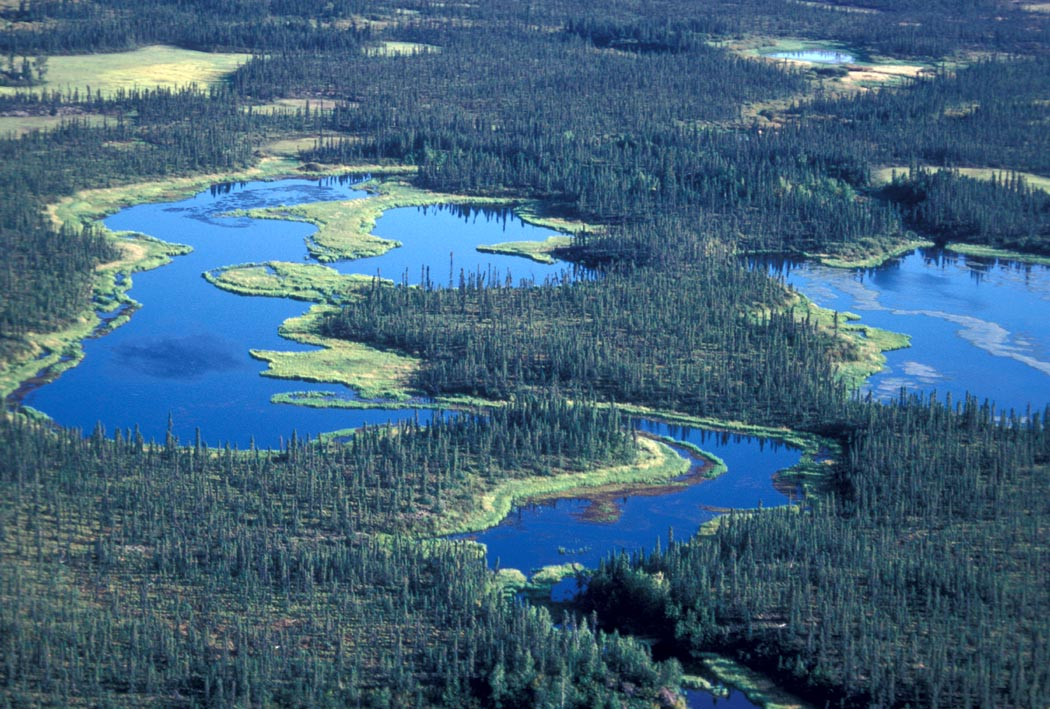
Forêts et zones humides
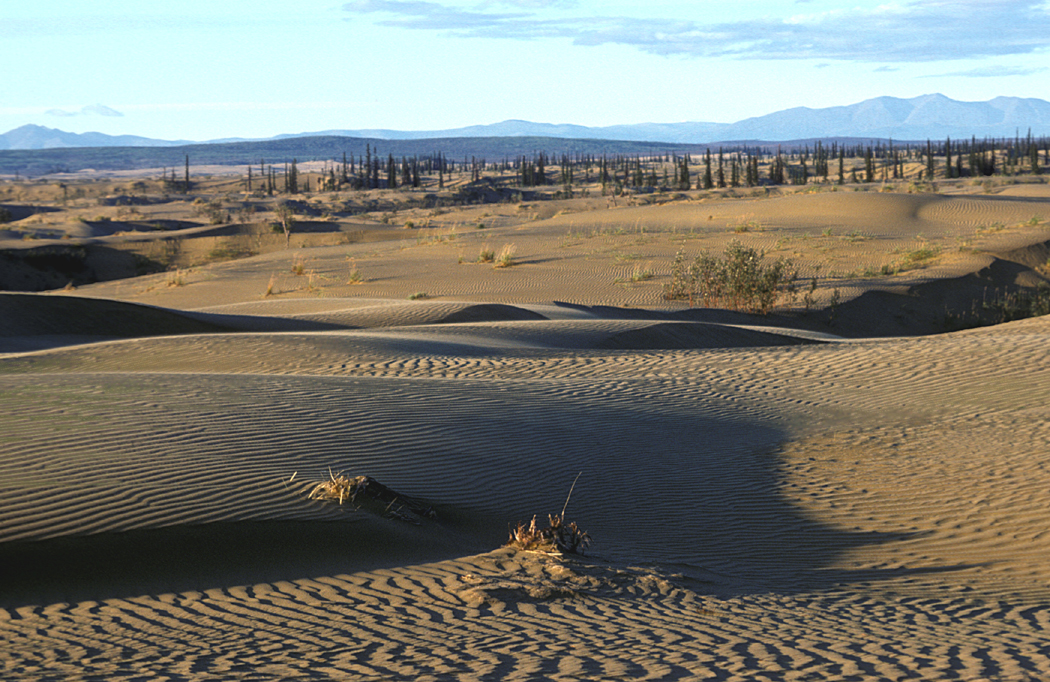
Nogahabara Sand Dunes
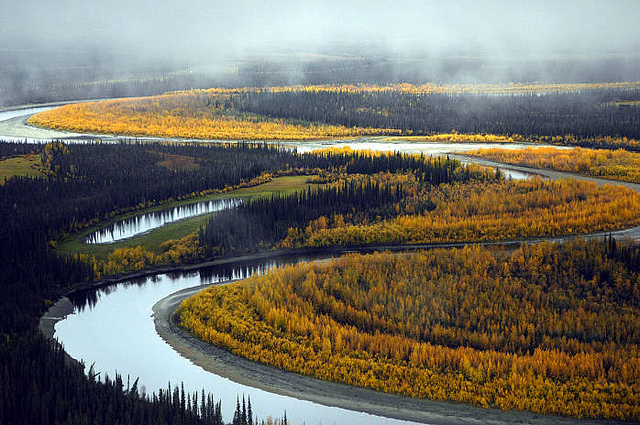
Koyukuk River
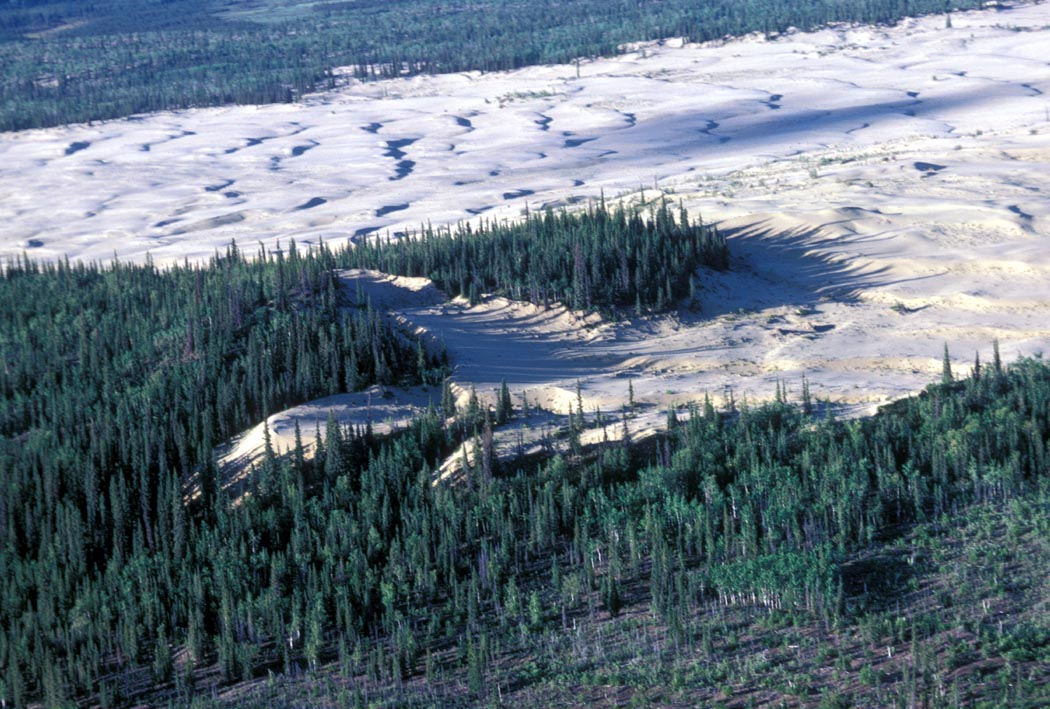
Vue aérienne des dunes de sable
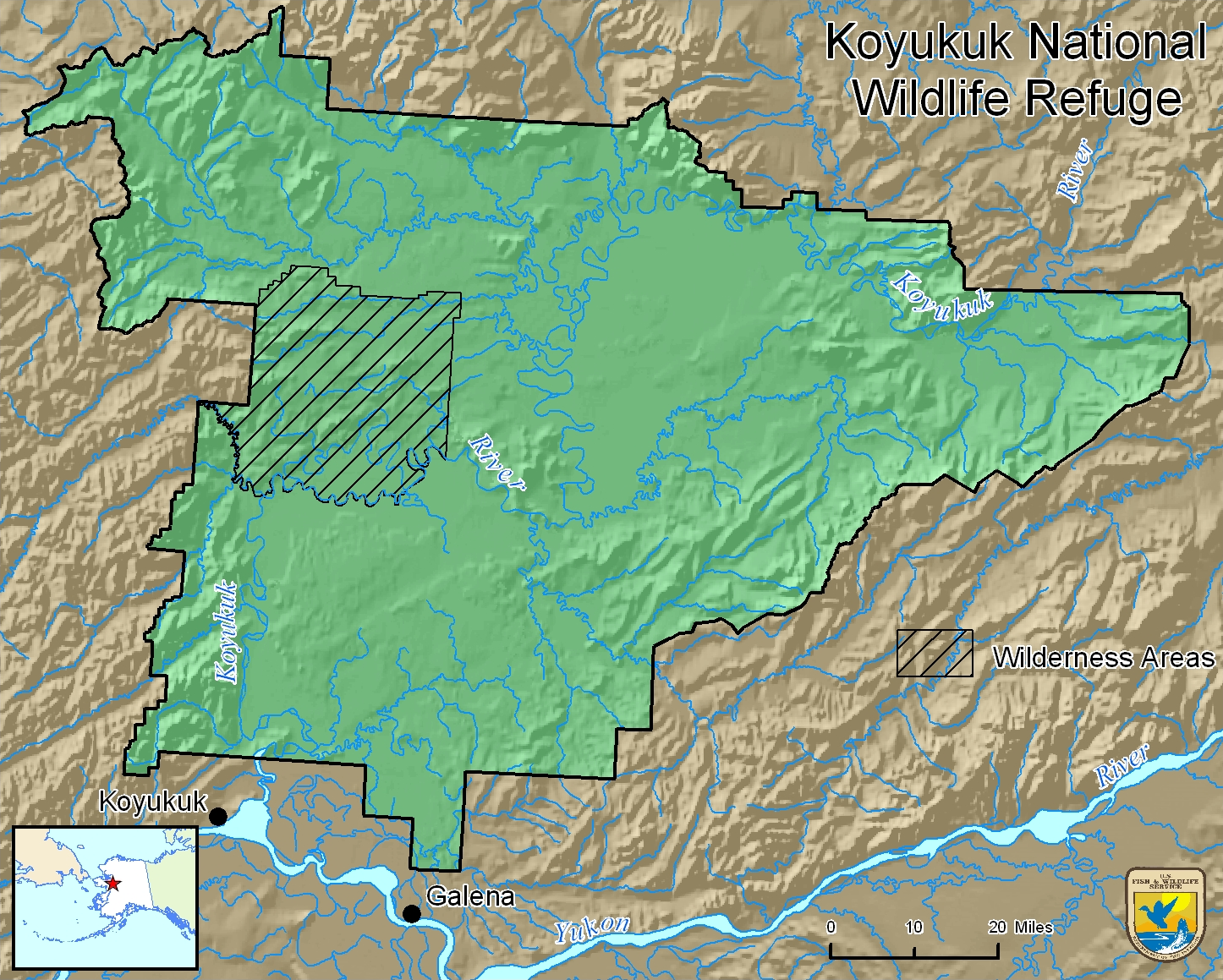
Carte du refuge